# Alveopora retepora
Espèce
Alveopora retepora est une espèce de coraux appartenant à la famille des Acroporidae selon WoRMS. Alveopora retepora est synonyme de Madrepora retepora (Ellis & Solander, 1786).